# Roskilde kommun
Roskilde kommun (danska: Roskilde Kommune) är en kommun i Region Själland i östra Danmark. Kommunen har en yta på 211,88 km² och 86 431 invånare (januari 2016). Staden Roskilde är centralort. 
Före danska kommunreformen 2007, då Roskilde amt upphörde att existera och blev en del av Region Själland, hade kommunen 53 878 invånare (2004) och en yta på 80,76 km². 2007 slogs kommunen samman med Gundsø kommun och Ramsø kommun.